# Thesium scabrum
Thesium scabrum är en sandelträdsväxtart som beskrevs av Carl von Linné. Thesium scabrum ingår i släktet spindelörter, och familjen sandelträdsväxter. Inga underarter finns listade i Catalogue of Life.